# Emmanuel Le Roy Ladurie

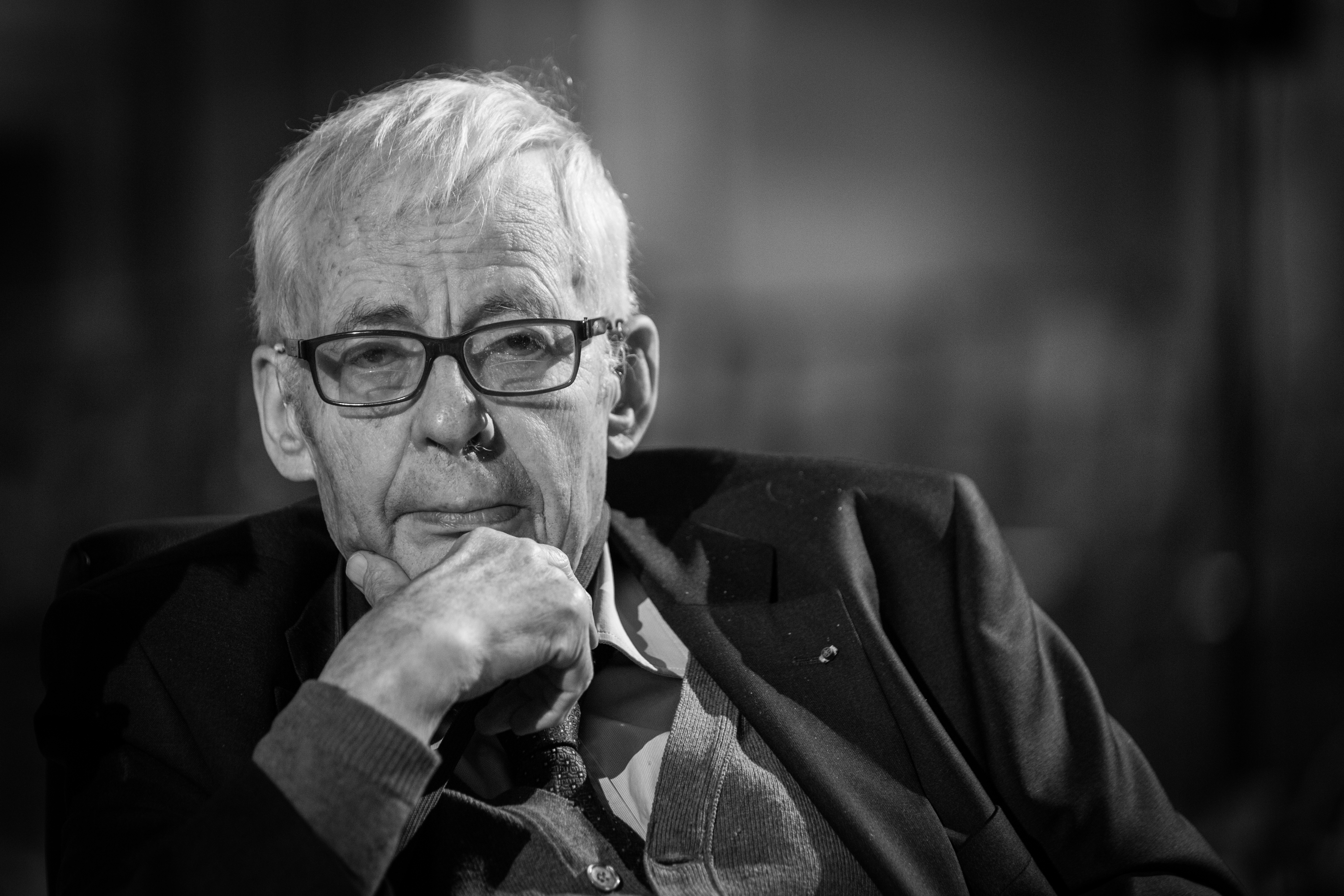
Emmanuel Le Roy Ladurie, 2014

Emmanuel Le Roy Ladurie (Les Moutiers-en-Cinglais, 19 juli 1929 – Parijs, 22 november 2023) was een Frans historicus. 
Hij was gespecialiseerd in de laatste periode van de middeleeuwen en de daarop volgende vroegmoderne tijd en heeft naam gemaakt als microhistoricus door zijn gedetailleerde beschrijving van plaatselijke en levensgeschiedenissen van 'onbeduidende' nederzettingen en personen. Wat Frankrijk betreft, heeft hij vooral over de geschiedenis van de Languedoc geschreven.

## Levensloop
Le Roy Ladurie was oud-directeur van de Bibliothèque nationale de France. Voordien doceerde hij onder andere aan het Collège de France. 
Hij begon zijn loopbaan aan de universiteit van Montpellier en behoorde nadien een tijd tot de staf van de École des hautes études en sciences sociales te Parijs. 
Hij was internationaal vooral bekend geworden als auteur van het boek Montaillou, een ketters dorp in de Pyreneeën (1294-1324). Hij behoorde tot de invloedrijke groep Franse historici rond het tijdschrift Annales, waarin vanaf de jaren zeventig vooral voorstanders van de zogeheten mentaliteitsgeschiedenis en historische antropologie publiceren. De historicus vond de naamloze mens boeiender dan deze paus of keizer.
Le Roy Ladurie werd in 1993 lid van de Académie des sciences morales et politiques.
Hij overleed op 22 november 2023 op 94-jarige leeftijd.

## Werken (keuze)
- Les paysans de Languedoc, SEVPEN, 1966 (thèse d'état) - vertaald als De boeren van de Languedoc (Amsterdam 1986, 2e dr. 1996)
- Histoire du climat depuis l'an mil, Flammarion, 1967
- Montaillou, village occitan de 1294 à 1324, Gallimard, 1975; herziene editie 1982
- Le territoire de l'historien, Gallimard, 1973 en 1978
- Le Carnaval de Romans : de la Chandeleur au mercredi des Cendres (1579–1580), Gallimard, 1979 - vertaald als Het carnaval van Romans: van Maria Lichtmis tot Aswoensdag, 1579-1580 (Amsterdam 1985)
- L'argent, l'amour et la mort en pays d'oc, Le Seuil, 1980
- La sorcière de Jasmin, Le Seuil, 1980
- Paris-Montpellier P.C.-P.S.U., 1945-1963. Editions Gallimard, Parijs 1982 (over zijn communistentijd)
- Parmi les historiens, Le Seuil, 1983 en 1994
- Le siècle des Platter, t.I « Le mendiant et le professeur », Fayard, 1997 - vertaald als De eeuw van de familie Platter 1499-1628 (Amsterdam 1996)
- L'Historien, le chiffre et le texte, Fayard, 1997
- Saint-Simon ou le système de la Cour, Fayard, 1997 - vertaald als Het leven aan het Franse hof (Amsterdam, 1999)
- Histoire humaine et comparée du climat, Fayard, 1 Canicules et glaciers, 2004; 2 Disettes et révolutions, 2006; 3 Le réchauffement de 1860 à nos jours (in samenwerking met Guillaume Séchet), 2009
- Abrégé d'Histoire du climat, Fayard, 2007
- Histoire et système (dir.), Le Cerf, 2010
- La Civilisation rurale, Allia, 2012
- Une vie avec l'histoire. Mémoires, Tallandier, 2014